# Богдан Бойчук
Богдан Бойчук  (англ. Bohdan Boychuk, 11 жовтня 1927, Бертники Монастириського району Тернопільської області — 10 лютого 2017, Київ) — український діаспорний поет, прозаїк, перекладач та літературний критик.
Поза літературою Бойчук був електроінженером й пропрацював у цій галузі все життя аж до пенсії, з 1957 до 1992 року.
Бойчук був одним із засновників Нью-Йоркської групи українських еміграційних поетів та прозаїків та членом літературних спілок, зокрема спілки діаспорних письменників «Слово», а також Національної спілки письменників України. У 1998 році він став лауреатом Міжнародної літературної премії ім. Гоголя..

## Життєпис
У 1944 році відступаючі німці схопили його й забрали до Німеччини на примусові роботи. Після війни перебував у таборі переміщених осіб в місті Ашаффенбурґ, де й закінчив середню освіту в таборовій гімназії. В 1949 році переїхав до США і оселився в Нью-Йорку. Через півроку після того діагностованого в нього туберкульозу був змушений переїхати і провести три роки в санаторії Stony Wold (у в горах на півночі штату Нью-Йорк). Саме там він глибше познайомився з літературою і почав писати вірші. В 1953 році, коли винайшли протитуберкульозні ліки, повернувся до Нью-Йорка, де 1957 отримав ступінь бакалавра з електро-інжерерії в Міському коледжі Нью-Йорка. Відтак працював електроінженером у цій галузі до 1992 року.
Перша дружина — Аня Зотовська (Бойчук). З нею виховав синів: Романа і Юрія. Друга дружина — Марія Ревакович. Третя дружина — Оксана Терефенко (Бойчук), педагогиня (із нею та її донькою Мартусею Бойчук мешкав у Києві після повернення в Україну). Його колишня адреса в Києві — квартира на вул. Велика Васильківська, 27. Регулярно навідував США, де мав помешкання у Ґлен-Спеї, штат Нью-Йорк.
Поет похований на Байковому цвинтарі.

## Літературна діяльність
Від початку 1950-х років Бойчук дуже активно включився в українське літературне життя. Його літературна діяльність не обмежується тільки поетичною творчістю. Він також пише і видає драматичні твори, прозу, переклади з англійської, іспанської й російської мов на українську, та з російської, польської та української — на англійську. Проявляє себе й на полі літературознавчої критики, опублікувавши широку низку статей, рецензій, передмов. Слід також підкреслити його палку активність невтомного співукладача й співредактора двох поважних антологій української поезії, автора мемуарів тощо.
Бойчук — один із співзасновників Нью-Йоркської групи, був співредактором річника цієї ж групи «Нові поезії» (1959–1971), ініціатором і головним редактором нью-йорксько — київського літературно-мистецького квартальника «Світо-вид» (1990–1999). Також у 1961–1973 роках працював літературним редактором при місячнику «Сучасність» (Мюнхен). Він — член Національної спілки письменників України. Богдан Бойчук проживав у Ґлен-Спеї, штат Нью-Йорк (США) і в Києві.
У жовтні 1997 року виступав на творчому вечорі у Тернопільському державному педагогічному університеті.
2003 року у видавництві «Факт» у серії «Українські мемуари» вийшла книга Б. Бойчука під назвою «Спомини в біографії».
27 листопада 2014 року поет виступав на творчому вечорі в Національному музеї літератури України. Восени 2016 року читав свої вірші в театрі Леся Курбаса у Львові.
У 2016 році Богдан Бойчук брав участь у презентації фільму Олександра Фразе-Фразенка «Акваріум в морі. Історія Нью-Йоркської групи поетів» у Львові..
Заповідав поховати себе на Високому Замку у Львові.
У 2017 році Літературна аґенція «Піраміда» видала підсумкову збірку статей Богдана Бойчука про театр, балет, українську та світову літературу — «Навіщо про це говорю».

## Особливості поетики Богдана Бойчука
Богдан Бойчук — тонкий майстер художнього слова з трагічним світосприйманням. Він рішуче пішов на експеримент, відмовляючись від традиційного віршування, від упорядкованої метричної поетики. Митець заявив: «Кожний поет входить у літературу, щоб відкинути усталені норми й накидати свої». Утвердження себе йшло й через неприйняття життєвої філософії, відкидання політичних гасел старшого покоління. Бойчук утверджував недекларативну й нетенденційну поезію, проголошуючи самоцінність лірики, її естетичну самостійність, позбавлену ідеологічних кліше. Він сприйняв філософію екзистенціалістів, сучасних йому модерних течій, став творцем нового поетичного бачення у ХХ ст. Митець бачить жорстокість життя, невблаганну ходу долі, нездоланність суперечностей між особою та історією. 
Вірші автора знамениті тим, що відтворюють внутрішній світ людини, котра пережила чи переживає історичну катастрофу, світ ліричного героя, який зумів вистояти, піднятися над здійсненням, вибудувати, хоча б у поезії, цілісність світу на залишених попелищах. Будучи за своїм світосприйманням екзистенціалістом, Б.Бойчук таким поняттям, як смерть, страждання, трагізм, надає універсального значення. Але розгубленості, меланхолії, пасивності у його ліриці немає — тут панує невгамовна енергія, спрага пізнання життя у всіх його виявах, багатогамності. На його погляд, особа має завжди залишатись собою. Її буття — це самотнє «Я», де вона знаходить свою суверенність, яку вона бачить у спогадах («Так мало споминів, замало, щоб забути…»).
У ліриці Бойчука світ мінливий, багатий. Особливе місце у ньому посідає кохання. Інтимна лірика поета — не просто поезія про закоханих і їх почуття. У вчинках і думках героя виявляються симпатії й антипатії душі, його світорозуміння, моральні принципи. Почуття ці несуть у собі цілий розбурханий і величний всесвіт, наповнений неповторною атмосферою. Цикл «Про жінку й пору жовтіння» хоч і має традиційні образи «карих очей», «світанку», але виконаний в іншій тональності, ніж українські народні пісні. У поезії «Час зустрічі у полі» митець вкладає в уста ліричного героя такі роздуми й зізнання, що свідчать не так про невгамовну пристрасть, уподобання й закоханість, як історію людського серця, історію духу, прагнення збагнути й віднайти себе. Пори кохання не можна зупинити і зробити реальну мить абсолютною, бо між двома людьми така велика відстань, як між ніччю і світанком, коли спливає ціле життя. 
Особливе місце у творчому доробку Богдана Бойчука посідає п'єса «Голод». Вона присвячена трагічній сторінці історії українського народу — голодомору 1933 р. Драматург плідно навчався у таких французьких митців, як М.Бютор, А.Роб-Грійє, а особливо у С.Беккета, чиї драматичні твори переклав по-українськи. Як і автор п'єси «Чекаючи на Ґодо», український драматург використовує скупий стиль і пантоміму. У «Голоді» дію відкриває пантомімно-балетне дійство, а надає творові трагічності у полі розп'ята фігура Христа, біля котрої і зображуються голодні Мужчина і Жінка з малою дитиною на руках. Драматург досягає великої емоційної сили завдяки майстерно побудованому діалогу: зовні він неначе простий. Це розмови про хліб і ні про що, але вони моторошно діють на читача й глядача. Таку саме роль відіграє скрупульозна фіксація рухів, нанизування дії. Голодна Україна тут асоціюється з розп'ятим Христом, скривавлена й умираюча у своєму одинокому трагізмі. Символом влади, злої демонічної сили є «Ті, що у мундирах», які знущаються над українськими селянами, б'ють, убивають голодом, стріляють. Тут йде суперечка про людяність і нелюдяність, добро і зло, життя і смерть. Тут кожен має довести собі, що він людина і навіть за таких умов не втрачає людського у собі, готова на співчуття і самопожертву в ім'я іншого.
На творі Б.Бойчука помітний вплив філософії Жана Поля Сартра, автора знаменитого трактату «Екзистенціалізм — це гуманізм». Перегук чітко простежується на образі Мужчини: «Людина — це воля». Так само у такому річищі йде бунт розуму проти релігії. Якщо немає Бога, то все дозволено. Цим керуються «Ті, що в мундирах», свідомо прирікши на голодну смерть селян. Для них не існує ніяких моральних цінностей. Вони навіть дітей, цей цвіт життя, гублять. Навіщо жити? Навіщо солдати повісили чоловіка Жінки, а село спалили? Навіщо існувати? «Пощо, пощо? Щоб лизати тим у мундирах руки за кусок хліба? Щоб бути „щасливими“ в їхньому раю? Це божевілля!» — вигукує парубок. У стилі поетики експресіонізму драматург показує своїх героїв у момент кризи і катастрофи. А тому їх вчинки і переживання набувають характеру бурхливого та судомного. Слово стає криком душі, стогін — зойком. На голови катів сиплються прокляття, звучать голосіння по убитих, замордованих. Церковний спів перемежовується з молитвою Жінки і колисковою піснею. Сутичка людини і доби виступає як нерозв'язаний конфлікт. Проте Бойчук — це великий гуманіст нашого століття. Він вірить у життя і людину. На запитання Мужчини, чому навчала Жінка-вчителька у школі дітей, вона відповіла: «Я вчила любити». Любов має перемогти зло — таке узагальнення несе образ Жінки, яка назвалась Марією.
Драматург осуджує тоталітарний режим, показуючи страхіття його злочину перед людством. Але п'єса не є песимістичною. Фінал її несе життєствердну ноту. Хоча Мужчина помирає, але він дарує маленькій дитині життя. У житті є віра — дитина має вижити і нести естафету роду далі. Людство незнищенне, як незнищенним є добро, яке перемагає зло.
Складні філософські проблеми буття, болі доби, трагедія народу відбилися у творах Б.Бойчука. Як ніхто з митців другої половини XX ст., він найгостріше відчув збіднення, навіть занепад людського й людяності в навколишньому світі. І відчай поета з цього приводу дуже людяний і зрозумілий нам. Але не розпач і відбиття страждання людини визначають пафос його творчості.
Пафос творчості Бойчука — гуманістичний захист людини, стоїцизм, увага до інтенсивного духовного життя особи. Це талановитий митець-гуманіст нашої доби.

## Доробок

### Поезія
- «Час болю» (В-во «Слово», Нью-Йорк, 1957);
- «Спомини любови» (В-во Нью-Йоркської Групи, Нью-Йорк, 1963);
- «Вірші для Мехіко», поема (В-во Нью-Йоркської Групи, Мюнхен, 1964);
- «Мандрівка тіл» (В-во Нью-Йоркської Групи, Нью-Йорк, 1967);
- «Подорож з учителем», поема (В-во Нью-Йоркської Групи, Нью-Йорк, 1976);
- «Вірші, вибрані й передостанні» (В-во «Сучасність», Нью-Йорк, 1983);
- Добірка віршів у перекладі на англійську мову спільно з Марком Радменом (журнал «Pequod», 15, Forest Knolls, Сан-Франциско, 1983);
- «Five Poems on One Theme» (П'ять віршів на одну тему), переклад на англійську мову спільно з Дейвідом Іґнатовим (журнал «Pequod», 16/17, Forest Knolls, Сан-Франциско, 1984);
- «Women» (Жінки), «The Evening» (Вечір), переклад на англійську мову спільно з Дейвідом Іґнатовим (журнал «Confrontation», 27/28, Бруквілл, 1984);
- Добірка віршів у перекладі на англійську мову спільно з М. Радменом у збірці на пошану Стенлі Кюніца «A Celebration for Stanley Kunitz on His 80th Birthday» (В-во «Sheep Meadow Press», Рівердейл (Бронкс), Нью-Йорк, 1986);
- «Snapshots from Airports» (Фота з летовищ), вірші в прозі у перекладі на англійську спільно з Марком Радменом (журнал «Pequod», 19/20, Forest Knolls, Сан-Франциско, 1985);
- «Four Poems: Stone Women, Graves, Landscapes, Look into the Faces of Dead Poets», переклад на англійську мову виконали Дейвід Іґнатов та Марк Радмен у співпраці з автором (журнал «Grand Street», Vol.4, No.3, Нью-Йорк, 1985);
- «Three Dimensional Love», переклад 15 частин циклу «Любов у трьох часах» спільно з М. Радменом у збірці «2Plus2: A Collection of International Writing» (ред. James Gill) (В-во «Mylabris Press», Лозанна, 1985);
- «Memories of Love», книга поезій англійською мовою в перекладі американських поетів Дейвіда Іґнатова і Марка Радмена, співперекладач (В-во «Sheep Meadow Press», Рівердейл (Бронкс), Нью-Йорк, 1989);
- «From „Prayers“», вибрані поезії, переклад на англійську Аскольда Мельничука у співпраці з автором (журнал «AGNI», No. 33, Бостон, 1991);
- «Третя осінь», збірка поезій, передмова М. Жулинського, редактор - В. Герасим'юк (В-во «Дніпро», Київ, 1991);
- Добірка віршів ув антології «Сто років юності: Антологія української поезії ХХ ст. в англомовних перекладах/A Hundred Years of Youth: A Bilingual Anthology of 20th Century Ukrainian poetry» (упорядники Ольга Лучук та Михайло Найдан) - вірші Б. Бойчука переклали М. Радмен, Д. Іґнатов та А. Мельничук (видавництво «Літопис», Львів, 2000);
- «Miłość w trzech odsłonach i inne wiersze», переклали на польську мову Ян Леоньчук і Тадей Карабович (в-во «Ksiaznica Podolska im. Łukasza Górnickiego», Білосток, 2001);
- «Reintruparea in suflet», вибрані поезії, переклав на румунську мову і видав Степан Ткачук (в-во «Mustang», Бухарест, 2002);
- «From „Prayers“», вибрані поезії, переклад на англійську Аскольда Мельничука у співпраці з автором (журнал «AGNI», No. 56 (30th Anniversary Poetry Anthology), Бостон, 2002);
- «Стихотворения избранные и предпоследние», вибрані поезії, переклав на російську мову і видав Аркадій Слуцький (Краснодар, Росія, 2002);
- «Вірші кохання й молитви» (В-во «Факт», Київ, 2002);
- «Київські екслібриси» (В-во «Факт», Київ, 2006);
- «Зібрані твори. Том 1» (В-во «Факт», Київ, 2007);
- «Зібрані твори. Том 2» (В-во «Факт», Київ, 2007);
- «Skazane kochać», українська, польська — на польську переклав Тадей Карабович (Wydawnictwo «Ukraińskiego Zaułka Literackiego», Люблін, 2007);
- «Із збірки „Повизбируване з пам'яті“» (журнал «Кур'єр Кривбасу», Кривий Ріг, № 271-273, 2012);
- «Кляса без вісти», поема в прозі (журнал «Кур'єр Кривбасу», Кривий Ріг, № 278-279-280, 2013);
- «Кляса без вісти - The Perished Class - Klasa bez wieści», поема в прозі, тримовне видання — українська, англійська (переклали Роман Бойчук і Марк Радмен), польська (переклав Тадей Карабович) (Літературна аґенція «Піраміда», Львів, 2014);
- «Небесна сотня», ораторія (журнал «Кур'єр Кривбасу», Кривий Ріг, № 302-303-304, 2015);
- Добірка віршів у перекладі на англійську мову (виконали Марк Радмен (у співпраці з автором) та Anand Dibble) у збірці «New York Elegies: Ukrainian Poems on the City» (ред. Остап Кінь) (Academic Studies Press, Бостон, 2019).

### Проза
- «Дві жінки Альберта», роман (В-во «Факт», Київ, 2002);
- «Спомини в біографії», мемуари (В-во «Факт», Київ, 2003);
- «Три романи» («Краєвиди підглядника», «Аліпій II і його наречена», «Життя з Алісою поза дзеркалом»), романи ((В-во «Факт», Київ, 2004);
- «Над сакральним озером», роман ((В-во «Факт», Київ, 2006);
- «Розанна з Нивок», роман (Літературна аґенція «Піраміда», Львів, 2011);
- «Мої феміністки. Щоденності схибнутого поета», повісті (Літературна аґенція «Піраміда», Львів, 2011);
- «Мітологія Карпат. Гуцульська зрада: Поезії, Роман» (Літературна аґенція «Піраміда», Львів, 2012);
- «Паноптикум ДіПі: трилогія», роман (Літературна аґенція «Піраміда», Львів, 2013);
- «Над сакральним озером. Кохання поза світанком», дилогія, роман (Літературна аґенція «Піраміда», Львів, 2014);
- «Прощання в Парижі», повісті, ораторія (Літературна аґенція «Піраміда», Львів, 2016).

### Літературознавчі твори
- «Координати», антологія сучасної української поезії на Заході, в двох томах, співупорядник і співредактор із Богданом Т. Рубчаком (В-во «Сучасність», Нью-Йорк — Мюнхен, 1969);
- «Театр-Студія Йосипа Гірняка й Олімпії Добровольської» — студія, упорядник (В-во Нью-Йоркської Групи, Нью-Йорк, 1975);
- «Зібрані твори Олекси Стефановича», упорядник (В-во «Євшан-Зілля», Торонто, 1975).
- «Зібрані твори Богдана Кравцева», упорядник (В-во Нью-Йоркської Групи, том 1 — Нью-Йорк, 1978; том 2 — Нью-Йорк, 1980; том 3 — Київ, 1994);
- «Спомини» Йосипа Гірняка, упорядник (В-во «Сучасність», Нью-Йорк — Мюнхен, 1982);
- «Поза традиції: антологія української модерної поезії в діяспорі», упорядник (В-во Канадського інституту українських студій, Київ — Торонто — Едмонтон — Оттава, 1993).

### Переклади

#### Переклади з української та російської
- «Poems: A Village, Houses, Winter, Sunset, Polaria, To Those Who Have Been Executed, Ritual Dance, Monumental Landscape», Богдан-Ігор Антонич, співперекладач на англійську мову разом із Mark Rudman та Paul Nemser (журнал «boundary 2», Vol.5, No.2, Дарем, 1977);
- «Square of Angels» (Площа янголів), Богдан-Ігор Антонич, вибрані поезії на англійську мову, співперекладач (разом із Mark Rudman та Paul Nemser) і упорядник (В-во «Ardis», Енн-Арбор, 1977);
- «Orchard Lamps» (Світильники саду), Іван Драч, вибрані поезії на англійську мову, співредактор і співперекладач (В-во «Sheep Meadow Press», Рівердейл (Бронкс), Нью-Йорк, 1978);
- «Poems of Pasternak», Борис Пастернак, співперекладач із Марком Радменом (журнал «The Virginia Quarterly Review», Vol. 54, No. 4, Шарлотсвілл, 1978);
- «Nights of Hoffmann» (Гофманова ніч), Микола Бажан, переклад на англійську мову, разом із Марком Радменом (журнал «Kenyon Review», vol. 2, no. 3, Ґамб'єр, summer 1980);
- «Boris Pasternak: from My Sister, Life», Борис Пастернак, поезії, співперекладач із Марком Радменом (журнал «The American Poetry Review», Vol. 10, No. 4, Філадельфія, 1981);
- «Three Poems», Борис Пастернак, співперекладач із Марком Радменом (журнал «Grand Street», Vol. 1, No. 4, Нью-Йорк, 1982);
- «Prince Igor's Campaign» (Слово о полку), Микола Бажан, співперекладач на англійську мову (з Марком Радменом) (журнал «Pequod», 14, Forest Knolls, Сан-Франциско, 1982);
- «My Sister — Life and A Sublime Malady» (Сестро моя, життя), Борис Пастернак, вибрані поезії на англійську мову, співперекладач із Марком Радменом (В-во «Ardis», Енн-Арбор, 1983);
- «Kateryna» (Катерина), Василь Голобородько, переклад на англ. мову (журнал «Pequod», 16/17, Forest Knolls, Сан-Франциско, 1984);
- «Castle» (Замок: „замок із чітким плануванням коридорів“), Ігор Калинець, переклад на англ. мову (журнал «Pequod», 16/17, Forest Knolls, Сан-Франциско, 1984);
- «Dutch Painting» (Голландський образ), «Aquarium» (Акваріум), Олег Ольжич, переклад на англ. мову разом із Дейвідом Іґнатовим (журнал «Pequod», 16/17, Forest Knolls, Сан-Франциско, 1984);
- «My Sister — Life», Борис Пастернак, поезії, переклад на англійську, співперекладач — Марк Радмен (Northwestern University Press, Еванстон, 1992);
- Окремі вірші В. Свідзінського, М. Бажана, О. Ольжича, В. Кордуна, Р. Бабовала, М. Фішбейна, І. Малковича, Т. Карабовича, співперекладач на англійську мову в рамках видання «Сто років юності: Антологія української поезії ХХ ст. в англомовних перекладах/A Hundred Years of Youth: A Bilingual Anthology of 20th Century Ukrainian poetry» - упорядники Ольга Лучук та Михайло Найдан (Видавництво «Літопис», Львів, 2000);
- «My Sister — Life», Борис Пастернак, поезії, переклад на англійську, співперекладач — Марк Радмен (Northwestern University Press, Еванстон, 2001);
- «Неуловима тінь життя/Evasive Shadow of Life», Володимир Свідзінський, переклад на англійську — спільно з Б. Рубчаком (Видавництво Канадського Інституту Українських Студій, Торонто, 2016).

#### Переклади на українську
- «Платеро і я», Хуан Рамон Хіменес, переклад з іспанської (в-во «На горі», Штутґарт — Нью-Йорк, 1968)[8];
- «Чекаючи на Ґодо», Семюел Беккет, переклад з англійської (В-во «Сучасність», Мюнхен, 1972);  [Архівовано 17 березня 2013 у Wayback Machine.]
- «Поезії», Стенлі Кюніц, переклади з англійської Богдана Бойчука і Вольфрама Бургардта (журнал «Сучасність», Мюнхен, число 2, 1974);
- «В сусідній клітці», Марк Радмен, вибрані поезії, переклад з англійської (журнал «Сучасність», Мюнхен, число 6, 1974);
- «Земля тверда», Дейвід Іґнатов, вибрані поезії, переклад з англійської (журнал «Сучасність», Мюнхен, число 3, 1976);
- «Композиції в чорному і білому», Ката Полліт (Katha Pollitt), вибрані поезії, переклад з англійської (журнал «Сучасність», Мюнхен, число 6, 1976);
- «Із збірки „Вінок цей, небезпека“», Стенлі Кюніц, поезії, переклади з англійської Богдана Бойчука і Юрія Тарнавського (журнал «Сучасність», Мюнхен, число 9, 1977);
- «Вінок цей небезпека», Стенлі Кюніц, вибрані поезії, переклад з англійської, упорядник (В-во «Сучасність», Нью-Йорк, 1977);
- «Поезії», добірка, Роберт Лоуелл, переклад з англійської (журнал «Сучасність», Мюнхен, число 1, 1978);
- «Із збірки „Палячи порожні гнізда“», Ґреґорі Орр, поезії, переклад з англійської (журнал «Сучасність», Мюнхен, число 9, 1978);
- «Із збірки „Топчу темряву“», Дейвід Іґнатов, поезії, переклад з англійської (журнал «Сучасність», Мюнхен, число 2, 1979);
- «Із збірки „Чашка Адама“», Стенлі Мосс, поезії, переклад з англійської (журнал «Сучасність», Мюнхен, число 7-8, 1981);
- «Із збірки „Розповіді про наші життя“», Марк Стренд, поезії, переклад з англійської (журнал «Сучасність», Мюнхен, число 3, 1982);
- «Здивований гість», Дейвід Іґнатов, вибрані поезії, переклад з англійської, упорядник (В-во «Сучасність», Нью-Йорк, 1982);
- «Велфлітський кит», Стенлі Кюніц, поезії, переклад з англійської (журнал «Сучасність», Мюнхен, число 1-2, 1983);
- «3 книжки „Дерево подорожнього“», Вільям Джей Сміт, поезії, переклад з англійської (журнал «Сучасність», Мюнхен, число 5, 1983);
- «Шість віршів», Пол Пайнс, переклад з англійської (журнал «Сучасність», Мюнхен, число 9, 1985);
- «Марність та інші звірята», Френк Мургавс (Frank Moorhouse), оповідання, переклад з англійської (журнал «Сучасність», Мюнхен, число 9, 1986);
- «Акт без слів I» (пантоміма для одного актора), Семюел Беккет, п'єса, переклад з англійської (журнал «Світо-вид», Київ-Нью-Йорк, число 2, 1990);
- «Акт без слів II» (пантоміма для двох акторів), Семюел Беккет, п'єса, переклад з англійської (журнал «Світо-вид», Київ-Нью-Йорк, число 2, 1990);
- «Два вірші й кілька думок», Хорхе Луїс Борхес, переклад з іспанської (журнал «Світо-вид», Київ-Нью-Йорк, число 1, 1991);
- «Антипоезії», Ніканор Парра, переклад з іспанської (журнал «Світо-вид», Київ-Нью-Йорк, число 1, 1991);
- «Поясни мені все», Аскольд Мельничук, одне оповідання, переклад з англійської (журнал «Світо-вид», Київ-Нью-Йорк, число 1, 1992);
- «Любов у двох світах», Роберт Блай, поезії, переклад з англійської (разом із М. Ревакович) (журнал «Світо-вид», Київ-Нью-Йорк, число 2, 1994);
- «Поезія як виправдання себе», Дейвід Іґнатов, есе, переклад з англійської (журнал «Світо-вид», Київ-Нью-Йорк, число 2, 1994);
- «В самотності життя», Пол Пайнс, поезії, переклад з англійської (разом із М. Ревакович) (журнал «Світо-вид», Київ-Нью-Йорк, число 4, 1998);
- «Творець», Стенлі Кюніц, вибрані поезії, переклад з англійської, упорядник і перекладач (В-во «Факт», Київ, 2003);
- «Ми прийшли говорити про ніщо», Єжи Плютовіч, вибрані поезії, переклад з польської (журнал «Кур'єр Кривбасу», Кривий Ріг, № 173, 2004);
- «Поезії», Стенлі Баркан, переклад з англійської (журнал «Кур'єр Кривбасу», Кривий Ріг, № 175, 2004);
- «Вибрані вірші», Аркадій Слуцький, переклад з російської (журнал «Кур'єр Кривбасу», Кривий Ріг, № 177, 2004);
- «Наповнюю пам'ять сходом сонця», Ян Леоньчук, переклад з польської (журнал «Кур'єр Кривбасу», Кривий Ріг, № 185, 2005);
- «Прово», Марк Радмен, вибрані поезії, переклад з англійської (журнал «Кур'єр Кривбасу», Кривий Ріг, № 187, 2005);
- «Поезії», Стенлі Мосс, переклад з англійської (журнал «Кур'єр Кривбасу», Кривий Ріг, № 189, 2005);
- «Скільки воєн?», Стах Лучків, вибрані поезії, переклад з англійської (журнал «Кур'єр Кривбасу», Кривий Ріг, № 191, 2005);
- «Це проминання всіх ясних речей», Едвард Каммінґс, вибрані поезії, переклад з англійської, упорядник і перекладач (В-во «Факт», Київ, 2005);
- «Речі тут», Стах Лучків, переклад з англійської (журнал «Кур'єр Кривбасу», Кривий Ріг, № 208-209, 2007);
- «Музика на узгір'ї», Ерик Островскі, вибрані поезії, переклад з польської (журнал «Кур'єр Кривбасу», Кривий Ріг, № 234-235, 2009);
- «Трамвай „Жадання“», Теннессі Вільямс, переклад з англійської (журнал «Всесвіт», Київ, № 9-10, 2012).

### Мистецтвознавчі монографії
- «Христя Оленська, олії, біжутерія, скульптури», упорядник (В-во «Анна», Київ — Нью-Йорк, 2002);
- «Аркадія Оленська-Петришин», олійні твори, офорти», упорядник (В-во «Анна», Київ — Нью-Йорк, 2003).

### Літературно-критичні статті
- «Майстер залізного слова» (про Є. Маланюка) («Українська літературна газета», число 2, Мюнхен, 1957);
- «Людина, що стоїть збоку» («Українська літературна газета», число 9, Мюнхен, 1957);
- «Пісня з темряви (Вибрані твори Шевченка в перекладах на англійську Вери Річ)» (журнал «Сучасність», число 3, Мюнхен, 1962);
- «Вбивство у соборі» (про переклад Зеноном Тарнавським однойменної п'єси Т.С. Еліота для видавництва «На горі») (журнал «Сучасність», число 2, Мюнхен, 1964);
- «Два поети» (про І. Драча та В. Симоненка) (журнал «Сучасність», число 4, Мюнхен, 1965);
- «Як і пощо народилася Нью-Йоркська Група» (журнал «Терем», число 2, Детройт, 1966);
- «Дві книги Антонича, без третьої» (журнал «Сучасність», число 11, Мюнхен, 1967);
- «Тільки про різне інше» (журнал «Сучасність», число 7, Мюнхен, 1969);
- «Навіщо про те згадую?» (журнал «Сучасність», число 1, Мюнхен, 1970);
- «Про релятивну абсолютність і навпаки» (журнал «Сучасність», число 5, Мюнхен, 1970);
- «Проясень», до статті Віри Вовк, надрукованій у "Сучасності", ч. 3, 1970 (журнал «Сучасність», число 12, Мюнхен, 1970);
- «„Летюче віконце“ Василя Голобородька» /про збірку поезій цього автора/ (журнал «Сучасність», число 6, Мюнхен, 1971);
- «Поезії про ніщо та інші поезії на ту саму тему» (журнал «Сучасність», число 7-8, Мюнхен, 1971);
- «Про неповний погляд на літературну ситуацію на Україні, про нестрункість хребтів та про не перспективи в майбутнє» (журнал «Сучасність», число 2, Мюнхен, 1975);
- «Йосип Гірняк і Олімпія Добровольська» (журнал «Сучасність», число 4, Мюнхен, 1975);
- «Гостиняк — впевнений господар свого буденного світу», про збірку Степана Гостиняка «Вірші», (журнал «Сучасність», число 5, Мюнхен, 1975);
- «Думки про "Глосарій" Богдана Кравцева» (журнал «Сучасність», число 1, Мюнхен, 1976);
- «Це небезпечний шлях», про поезію Стенлі Кюніца (журнал «Сучасність», число 9, Мюнхен, 1977);
- «Декілька думок про Нью-Йоркську Групу і декілька задніх думок» (журнал «Сучасність», число 1, Мюнхен, 1979);
- «Два штрихи», про вірші Олекси Стефановича, Празька школа (журнал «Сучасність», число 1, Мюнхен, 1980);
- «Марципани і витребеньки Бабая», про збірку поезій Богдана Нижанківського (журнал «Сучасність», число 6, Мюнхен, 1984);
- «Остання розмова з Богданом Нижанківським», провів Богдан Бойчук (журнал «Сучасність», число 5, Мюнхен, 1986);
- «Перекладацькі конфронтації і компроміси» (про переклад поезії) (журнал «Studia Ucrainica» (в-во «University of Ottawa Press»), число 4, Оттава, 1988);
- «Топографічний огляд творчості Вадима Лесича» (журнал «Світо-вид», число 1, Київ-Нью-Йорк, 1991);
- Про переклади поезій Л. Костенко «Selected poetry: Wanderings of the Heart» (у виконанні М. Найдана) (журнал «Світо-вид», число 1, Київ-Нью-Йорк, 1992);
- Про лірику М. Вінграновського «Цю жінку я люблю» (журнал «Світо-вид», число 1, Київ-Нью-Йорк, 1992);
- Про збірку поезій Валентини Отрощенко «В зозулиній тиші» (журнал «Світо-вид», число 1, Київ-Нью-Йорк, 1992);
- Про збірку поезій І. Маленького «Цвіте терен» (журнал «Світо-вид», число 4, Київ-Нью-Йорк, 1992);
- Про поезії П. Мовчана «Материк» (журнал «Світо-вид», число 4, Київ-Нью-Йорк, 1992);
- Про книгу «Дванадцять п'єс без однієї" І. Чолгана (журнал «Світо-вид», число 4, Київ-Нью-Йорк, 1992);
- «Поет, пропавший у житті й літературі» (про Лавра Миронюка) (журнал «Світо-вид», число 4, Київ-Нью-Йорк, 1993);
- Про поезії М. Рачука «Стоок» (журнал «Світо-вид», число 3, Київ-Нью-Йорк, 1993);
- Про книгу «Стус як текст» (упорядник М. Павлишин) (журнал «Світо-вид», число 3, Київ-Нью-Йорк, 1993);
- «Від Yoknapatawpha County до Пакуля, без дороги назад» (про роман В. Дрозда "Листя землі") (журнал «Світо-вид», число 4, Київ-Нью-Йорк, 1993);
- «Від великої до гарної брехні (до статті Миколи Рябчука „А своєї дастьбі“ („Сучасність“, ч. 7, 1993))», (журнал «Сучасність», число 12, Київ, 1993);
- «Споруджений храм Михайла Григоріва», про книгу поезій автора (журнал «Світо-вид», число 1, Київ-Нью-Йорк, 1994);
- «Три блондинки і смерть», про однойменний роман Юрія Тарнавського (журнал «Сучасність», число 7-8, Київ, 1994);
- «Від упорядника» (вступна стаття до збірки М. Бажанського «Моя Карпатська Україна», видавництво «Світовид», Київ-Нью-Йорк, 1995);
- «Юрій Соловій - нео-експресіонізм - Нью-Йоркська група» (журнал «Світо-вид», число 2, Київ — Нью-Йорк, 1996);
- «Раїса в країні чудес», рецензія на збірку поезій Р. Лиші «Трисвіт» (журнал «Світо-вид», число 3, Київ — Нью-Йорк, 1996);
- «Нижанківський-Бабай: два поети в одній особі» (журнал «Світо-вид», число 3, Київ — Нью-Йорк, 1996);
- «Рання поезія Василя Барки» (журнал «Світо-вид», число 4, Київ — Нью-Йорк, 1998);
- «Київська офф-офф-офф-трійця» (короткий нарис про поезію А. Підпалого, А. Лісового та К. Коверзнєва) (журнал «Світо-вид», число 4, Київ — Нью-Йорк, 1998);
- «„Поезія між двома лояльностями, між світом і засвітом, між мовою й самотністю“ (Про «Апокриф» Мойсея Фішбейна)» (журнал «Світо-вид», число 2, Київ — Нью-Йорк, 1999);
- «Фантасмагоричний портрет Емми Андієвської» (журнал «Слово і час», число 1, Київ, 2000);
- «Затемнена сторона місяця» (журнал «Критика», Київ, № 36, 2000);
- «Про літературну історіософію та бешкетування в літературі» (журнал «Критика», Київ, № 53, 2002);
- «Розмисли про поета у повітрі» (журнал «Сучасність», число 3, Київ, 2003);
- «„Перелом“ Юрія Андруховича» (про роман «Дванадцять обручів») (журнал «Кур'єр Кривбасу», Кривий Ріг, № 12, 2003);
- «Земний кінематограф Сергій Жадан» (про збірку поезій «Історія культури початку століття») (журнал «Кур'єр Кривбасу», Кривий Ріг, № 170, 2004);
- «Емма Андієвська (вступ до добірки віршів Андієвської в антології „Координати“, т. ІІ, „Сучасність“(Мюнхен), 1969: 361-70)», у співавторстві з Богданом Рубчаком (журнал «Кур'єр Кривбасу», Кривий Ріг, № 174, 2004);
- «Дещо про деяких молодих» (журнал «Кур'єр Кривбасу», Кривий Ріг, № 179-181, 2004);
- «Троїсті музиканти (Жадан — Карпа — Андрухович)» (журнал «Кур'єр Кривбасу», Кривий Ріг, № 183, 2005);
- «Навідування неприсутньої присутности. Частина перша (про поезію Віктора Кордуна)» (журнал «Кур'єр Кривбасу», Кривий Ріг, № 194, 2006);
- «Навідування неприсутньої присутности. Частина друга (про поезію Валерія Іллі)» (журнал «Кур'єр Кривбасу», Кривий Ріг, № 196, 2006);
- «Навідування неприсутньої присутности. Частина третя (про поезію Романа Бабовала)» (журнал «Кур'єр Кривбасу», Кривий Ріг, № 198, 2006);
- «Біблія наскрізь власна (передмова до поезій Остапа Лапського)» (журнал «Кур'єр Кривбасу», Кривий Ріг, № 199, 2006);
- «Розуміти незрозуміле (про поезію Володимира Кашки)» (журнал «Кур'єр Кривбасу», Кривий Ріг, № 201, 2006);
- «Канон із переламаним хребтом» (журнал «Критика», Київ, № 132-133, 2008);
- «Несучасна польська поезія» (про антологію перекладів Вадима Лесича) (журнал «Кур'єр Кривбасу», Кривий Ріг, № 218-219, 2008);
- «Нью-йоркська група у перспективі часу» (журнал «Кур'єр Кривбасу», Кривий Ріг, № 222-223, 2008);
- «Валерій Ілля — поет із розширеними очима (23.06.1939 — 27.07.2005)» (журнал «Сучасність», Київ, вересень, 2009);
- «Невивчений український модернізм» (журнал «Критика», Київ, № 147-148, 2010);
- «Світ див Раїси Лиші. Думки на маргінесі книги „Зірнула зірниця“» (журнал «Кур'єр Кривбасу», Кривий Ріг, № 258-259, 2011)

### Драматичні твори й статті про театр
- «Дві драми», п'єси (В-во Нью-Йоркської Групи, Нью-Йорк, 1968);
- «Між „Живим театром“ і Ґротовським» (журнал «Сучасність», число 10, Мюнхен, 1970);
- «Пітер Брук і його „Сон літньої ночі“» (журнал «Сучасність», число 10, Мюнхен, 1971);
- «Регіт», п'єса (журнал «Сучасність», число 12, Мюнхен, 1972);
- «коротка розмова телефоном (мала п'єса без великих літер)», п'єса (журнал «Сучасність», число 3, Мюнхен, 1980);
- «Другий цікавий лист», про нью-йоркські вистави Тадеуша Кантора, Джозефа Чайкіна та Бото Штравса, творчість Марка Ротка (журнал «Сучасність», число 7-8, Мюнхен, 1980);
- «Четвертий цікавий лист», про виставу Вєльополє Тадеуша Кантора (журнал «Сучасність», число 6, Мюнхен, 1982)
- «„Живий театр“ — далекі і близькі рефлексії» (журнал «Сучасність», число 7-8, Мюнхен, 1984);
- «Варіації Семюеля Беккета в темній симфонії ніщоти  » (журнал «Сучасність», число 11, Мюнхен, 1984);
- «Міні-фестиваль п'єс Шепарда в „Ля МаМа“» (журнал «Сучасність», число 5, Мюнхен, 1985);
- «Попіл» — парафраза «Попелюшки», про постановку п'єси «Попіл»  Я. Ґловацького Нью-йоркським публічним театром (журнал «Сучасність», число 4, Мюнхен, 1985);
- «„Пільоболюс“ — від біологічної скульптурности до містерійности»(журнал «Сучасність», число 10, Мюнхен, 1985);
- «Ступаючи на американські театральні помости», про Вірляну Ткач, (журнал «Сучасність», число 2, Мюнхен, 1986);
- «Театральні маратони» (журнал «Світо-вид», число 2, Київ — Нью-Йорк, 1993);
- «Театральні маратони» (журнал «Світо-вид», число 2, Київ — Нью-Йорк, 1993);
- «"Міська опера" Еллен Стюарт в Ля Мама» (журнал «Світо-вид», число 2, Київ — Нью-Йорк, 1994);
- «Три вистави в Ля МаМа» (журнал «Світо-вид», число 3, Київ — Нью-Йорк, 1995);
- «Два міста — два театри — два світи», про театральні вистави Києва та Нью-Йорка (журнал «Світо-вид», число 2, Київ — Нью-Йорк, 1996);
- «"Забави для Фавста" Львівського Театру ім. Леся Курбаса», (газета «Свобода», Джерсі-Сіті, №46, 1996);
- «Займатися духовним у театрі (Розмова Богдана Бойчука з Володимиром Кучинським)» (журнал «Світо-вид», число 4, Київ — Нью-Йорк, 1996);
- «"Благодарний Еродій" Сковороди в Колюмбійському університеті» (журнал «Кіно-Театр», Київ, №6, 1996);
- «Коротка розмова (одноактівка на одного актора)» (журнал «Кур'єр Кривбасу», Кривий Ріг, № 93-94, 1998);
- «П'ять актів двотисячного року (драматичний монтаж)» (журнал «Кур'єр Кривбасу», Кривий Ріг, № 117, 1999);
- «Дні перед: смертю, деструкцією і Детройт III» Роберта Вілсона» (журнал «Світо-вид», число 4, Київ — Нью-Йорк, 1999);
- «Skazane kochać» (п'єса «Приречені»), переклад на польську Т. Карабовича (В-во «Ukraińskiego Zaułka Literackiego», Люблін 2007);
- «Голод» (у збірці «Голодомор. Дві п'єси.») (В-во «Смолоскип», Київ, 2008);
- «Hunger—1933», переклад на англійську мову п'єси «Голод» (виконала Віра Річ), у складі «An Anthology of Modern Ukrainian Drama» (видавництво Канадського інституту українських студій (уклала та редагувала Лариса Залеська Онишкевич), Едмонтон, 2012);
- «Добрані п'єси» (Літературна аґенція «Піраміда», Львів, 2013);
- «Сценографія авангардистів і "Березіль" (Розмова на тлі виставки в Українському музеї в Нью-Йорку)» (журнал «Кіно-Театр», Київ, №1, 2016).

### Балет
- «Балет Вірського в Нью-Йорку» (журнал «Сучасність», число 6, Мюнхен, 1962);
- «Відбуті і невідбуті зустрічі з Павлом Вірським» (журнал «Сучасність», число 9, Мюнхен, 1980);
- «Вуппертальський театр танцю Піни Бауш» (журнал «Сучасність», число 10, Мюнхен, 1984);
- «Пільоболюс» — від біологічної скульптурности до містерійности" (журнал «Сучасність», число 10, Мюнхен, 1985);
- «Балету Пола Тейлера — 35» (журнал «Світо-вид», число 3, Київ — Нью-Йорк, 1990);
- «Марта Ґрегем відійшла у всечасся» (журнал «Світо-вид», число 2, Київ — Нью-Йорк, 1992;
- «Лист із Нью-Йорка» (зокрема про балет М. Каннінгема) (журнал «Кіно-Театр», Київ, №4, 1997);
- «Фестиваль Лінкольн-Центру 2001-го року» (зокрема про балетні постановки Тріші Браун (Trisha Brown), театру Ла Монне і "Національної компанії танцю" (Іспанія)) (журнал «Кіно-Театр», Київ, №1, 2002);
- «Птах з фантастичним пір'ям» (про вистави Еліота Фелда і його Ballet Tech у Нью-Йорку) (журнал «Кіно-Театр», Київ, №5, 2002).

## Відзнаки
- Медаль «Олександра Довженка» (2018, посмертно) — за визначний внесок в українську літературу.[9]

## Аудіозаписи творів
Богдан Бойчук. Прощання в Парижі (уривки з міні-роману): https://www.youtube.com/watch?v=50v5j9CBMFM